# エマヌエル・クリオ
エマヌエル・クリオ（Juan Emmanuel Culio、1983年8月30日 - ）は、アルゼンチン・ブエノスアイレス州出身の元サッカー選手。現役時代のポジションはMF（センターハーフ、左ウイング）。

## 経歴
下部リーグのCSDフランドリアからデビューし、名門CAインデペンディエンテやラシン・クルブに在籍したが、両クラブではほとんど出場機会がなかった。2007年初頭、チリのデポルテス・ラ・セレナに移籍して19試合に出場した。

### CFRクルジュ
2007年夏には、外国人を多数獲得して急速にチーム強化を進めるルーマニア・リーガ1のCFRクルジュに移籍し、フィジカル面やピッチ上での働きを買われてレギュラーとなった。2007-08シーズンにはヨアン・アンドネ監督の下でクラブ初のリーグ優勝を果たし、クパ・ロムニエイとの2冠を達成した。2008-09シーズンにはUEFAチャンピオンズリーグに出場し、2008年9月16日、グループリーグ第1戦のASローマ戦 (2-1) での先制点はCFRクルジュが同大会で挙げた記念すべき初得点であった。クリオはこの試合で2得点し、マン・オブ・ザ・マッチに選出された。第2戦のチェルシーFCでも引き分け、CFRクルジュは6試合で勝ち点4を獲得して大会を去った。CFRクルジュのファンはクリオをドラキュラ（吸血鬼）になぞらえ、ドラクリオ (Draculio) という愛称で呼んだ。同シーズンにはクパ・ロムニエイで2連覇し、2009-10シーズンには国内リーグ、国内カップ、国内スーパーカップの3冠を達成した。2010-11シーズン途中にはUEFAチャンピオンズリーグのFCバーゼル戦での失態が原因でソリン・カルツ監督が解任され、リーグ戦では18チーム中10位と凡庸な成績に終わった。

### ガラタサライSK
2011年1月6日、スュペル・リグのガラタサライSKと3年半契約を結んだ。移籍金は200万ユーロ。2010-11シーズン後半戦はプレーの質の高さとプロ意識の高さで多くのファンに好かれた。2011年8月5日、オルドゥスポルにレンタル移籍した。

### デポルティーボ・ラ・コルーニャ
2013年8月9日、デポルティーボ・ラ・コルーニャに1年契約で移籍した。

### アル・ワスル
2014年1月10日、アル・ワスルFCに移籍した。

### ラス・パルマス
2014年8月25日、UDラス・パルマスに1年契約で移籍した。

### レアル・サラゴサ
2016年2月2日、レアル・サラゴサに移籍した。

### マヨルカ
2016年11月5日、RCDマヨルカに移籍した。

## タイトル
CFRクルジュ
- リーガ1 (6) : 2007-08, 2009-10, 2017-18, 2018-19, 2019-20, 2021-22
- クパ・ロムニエイ (3) : 2007-08, 2008-09, 2009-10
- スーペルクパ・ロムニエイ (3) : 2009, 2010, 2018

ガラタサライSK
- トルコ・スーパーカップ (1) : 2012

## 個人成績
| クラブ         | シーズン       | 国内リーグ | 国内リーグ | 国内リーグ | 国内カップ | 国内カップ | 国内カップ | 欧州カップ | 欧州カップ | 欧州カップ | 通算 | 通算 | 通算     |
| クラブ         | シーズン       | 出場       | 得点       | アシスト   | 出場       | 得点       | アシスト   | 出場       | 得点       | アシスト   | 出場 | 得点 | アシスト |
| -------------- | -------------- | ---------- | ---------- | ---------- | ---------- | ---------- | ---------- | ---------- | ---------- | ---------- | ---- | ---- | -------- |
| CFRクルジュ    |                |            |            |            |            |            |            |            |            |            |      |      |          |
| 2007-08        | 32             | 1          | -          | 4          | -          | -          | 2          | -          | -          | 38         | 1    | -    |          |
| 2008-09        | 29             | 1          | 10         | 5          | 1          | -          | 6          | 2          | -          | 40         | 4    | 10   |          |
| 2009-10        | 28             | 1          | 3          | 5          | -          | -          | 8          | 1          | 1          | 41         | 2    | 4    |          |
| 2010-11        | 18             | 2          | 4          | 1          | -          | -          | 6          | 1          | 4          | 25         | 3    | 8    |          |
| ルーマニア通算 | ルーマニア通算 | 107        | 5          | 17         | 15         | 1          | -          | 22         | 4          | 5          | 144  | 10   | 22       |
| ガラタサライ   |                |            |            |            |            |            |            |            |            |            |      |      |          |
| 2010-11        | 15             | 4          | 1          | 4          | -          | 2          | -          | -          | -          | 19         | 4    | 3    |          |
| オルドゥスポル |                |            |            |            |            |            |            |            |            |            |      |      |          |
| 2011-12        | 5              | -          | -          | -          | -          | -          | -          | -          | -          | 5          | -    | -    |          |
| トルコ通算     | トルコ通算     | 20         | 4          | 1          | 4          | -          | 2          | -          | -          | -          | 24   | 4    | 3        |
| 通算           | 通算           | 127        | 9          | 18         | 19         | 1          | 2          | 22         | 4          | 5          | 168  | 14   | 25       |